# Comitatul de Nevers

Blazonul comitatului de Nevers

Comitatul de Nevers constituie un comitat istoric de pe teritoriul regiunii Burgundia, în Franța centrală. El s-a format în jurul principalului său oraș, Nevers. Comitatul corespunde cu aproximație ulterioarei provincii franceze Nivernais și actualului departament de Nièvre.

## Istoric
Comitatul datează de la începutul secolului al X-lea. El a fost în mod frecvent asociat cu Ducatul Burgundia din vecinătate, fiind inclus între posesiunile și titlurile deținute de ducele Henric I de Burgundia. Începând cu contele Renauld I de Nevers, comitatul a fost deținut în comun cu comitatul de Auxerre.  Nevers a trecut sub controlul conților de Flandra din secolul al XIV-lea, iar apoi în posesiunea lui Filip al II-lea, duce de Burgundia, care a reunit pentru scurtă vreme cele două teritorii. Fiului mai mic al lui Filip al II-lea de Burgundia i s-a conferit comitatul de Nevers, care a trecut ulterior în stăpânirea unei ramuri a ducilor de Cleves. Începând din 1521, conducătorii Neversului s-au autointitulat duci de Nivernais. Ducatul a supraviețuit până la Revoluția franceză, ultimul duce fiind Ludovic Iuliu Mancini-Mazarini, care și-a pierdut titlul în contextul revoluției, deși a supraviețuit Terorii, pentru a muri din cauze naturale în 1798.